# Imantodes chocoensis
Imantodes chocoensis là một loài rắn trong họ Rắn nước. Loài này được Torres-Carvajal, Yánez-Muñoz, Quirola, Smith & Almendáriz mô tả khoa học đầu tiên năm 2012.

## Hình ảnh

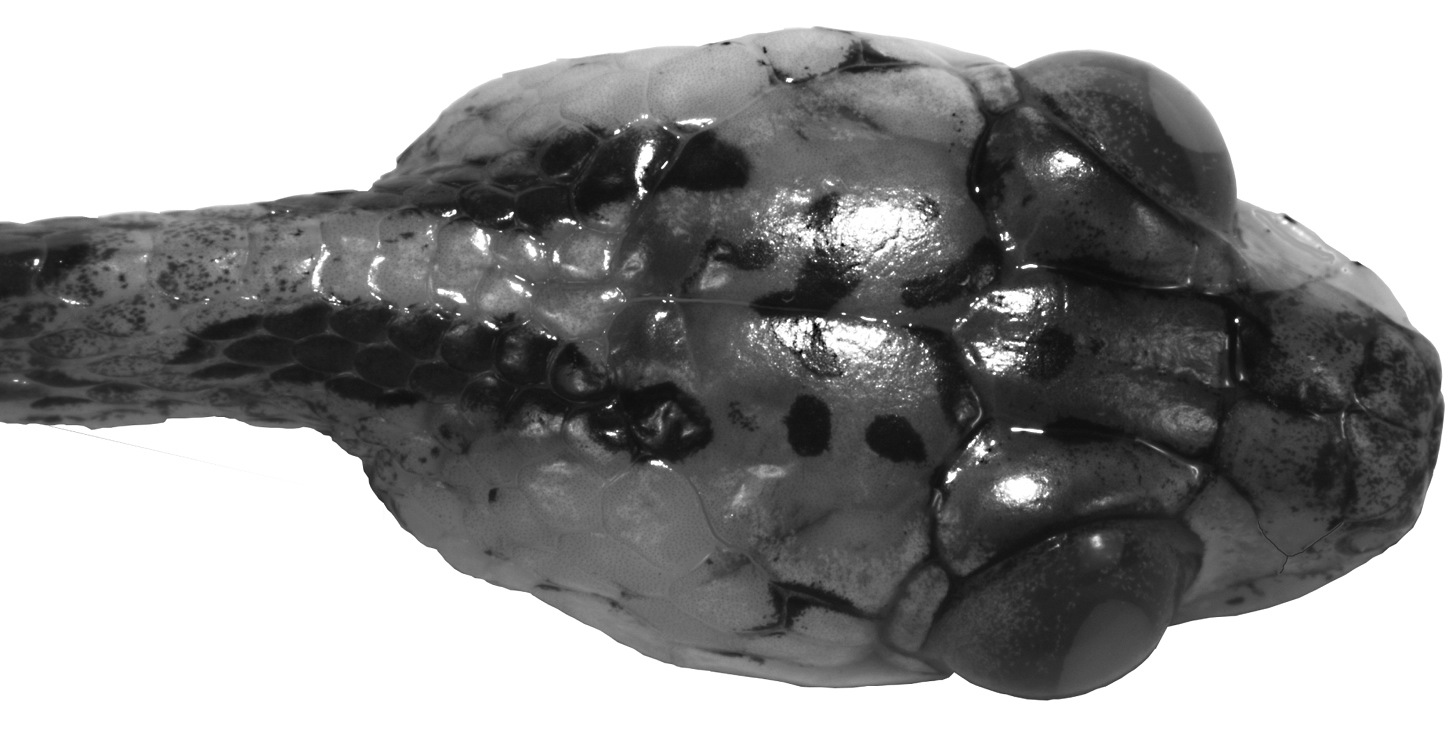
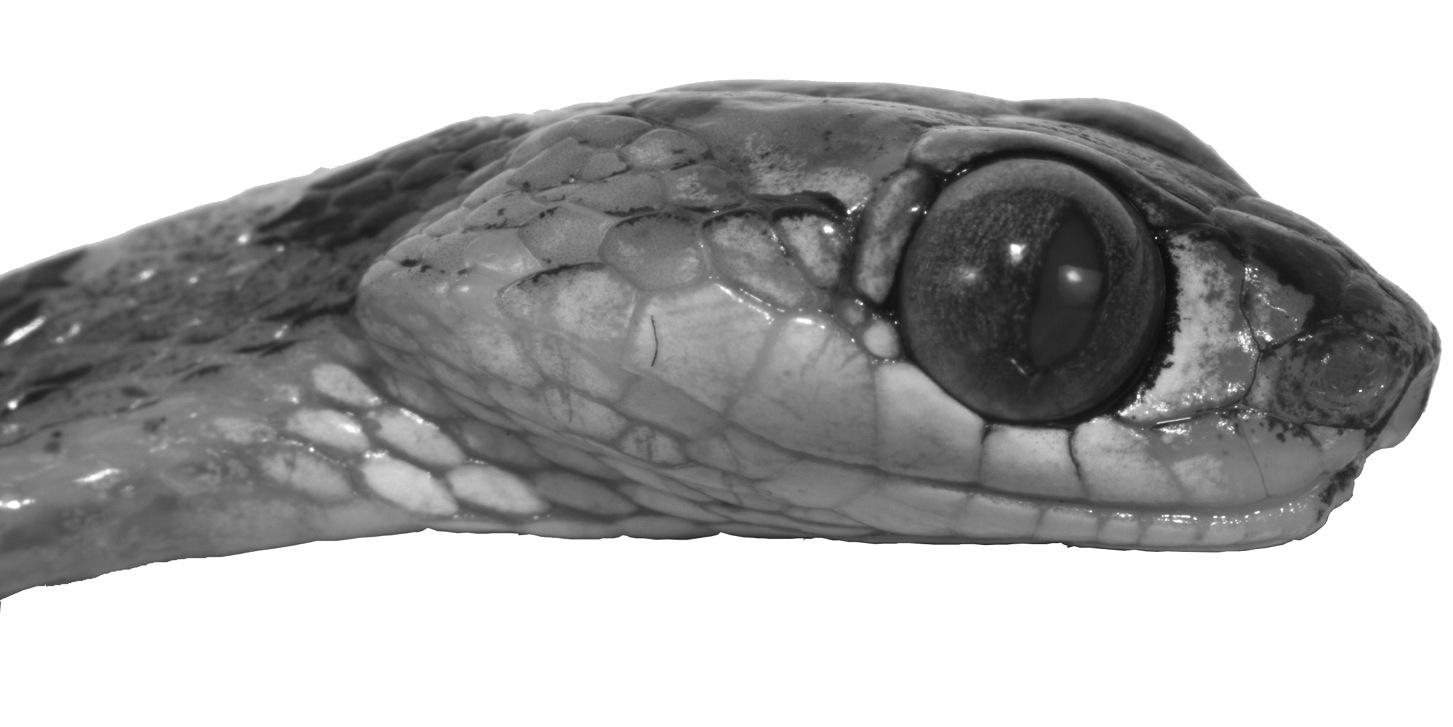
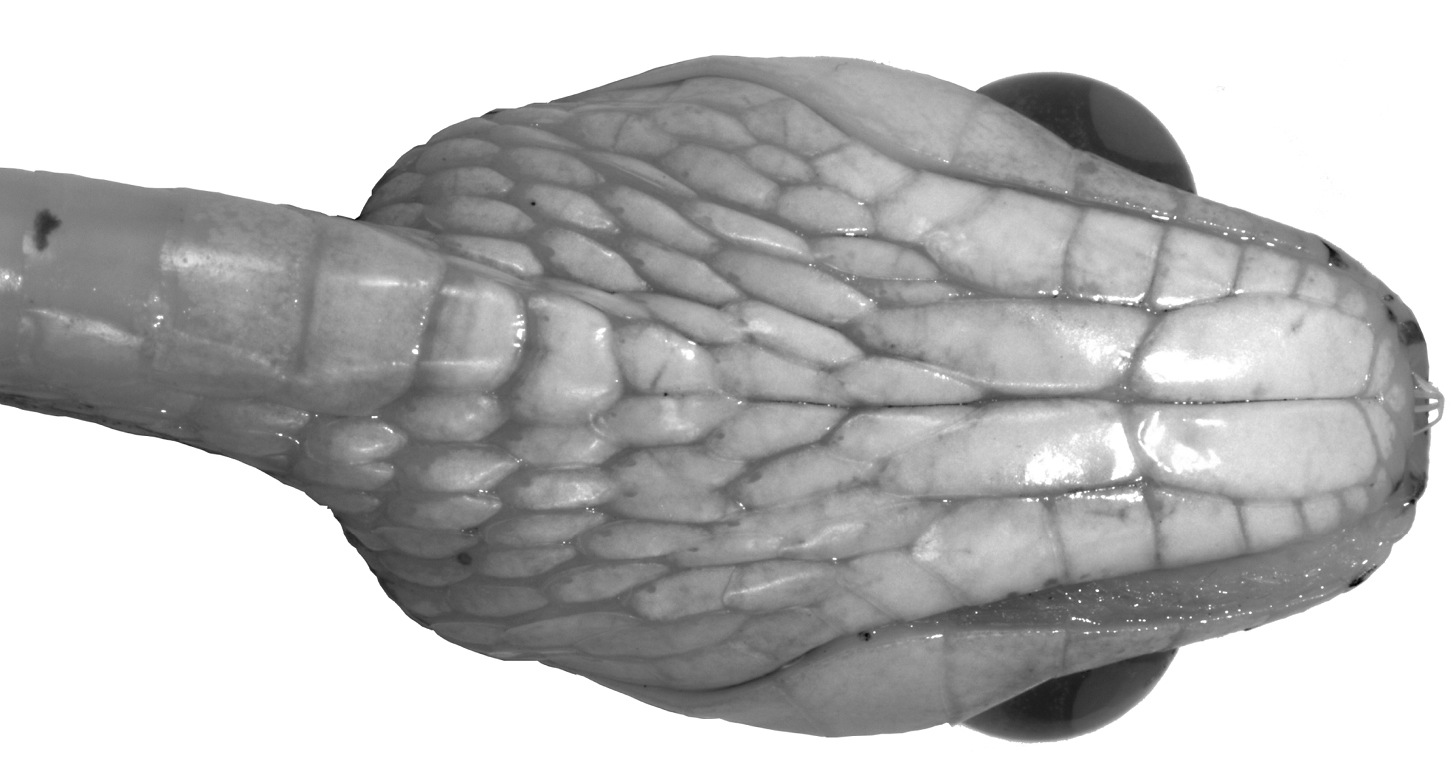
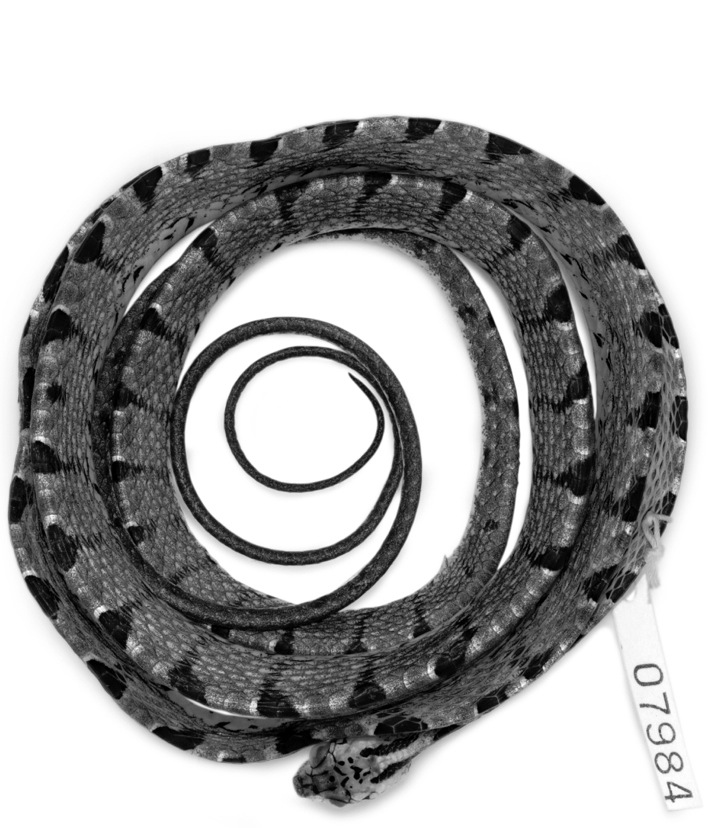